# Hohentannen
Hohentannen é uma comuna da Suíça, no Cantão Turgóvia, com cerca de 600 habitantes. Estende-se por uma área de 8,0 km², de densidade populacional de 75 hab/km². Confina com as seguintes comunas: Bischofszell, Erlen, Kradolf-Schönenberg, Sulgen, Zihlschlacht-Sitterdorf.
A língua oficial nesta comuna é o Alemão.